# Ogmoderidius gardneri
Ogmoderidius gardneri är en skalbaggsart som beskrevs av Stefan von Breuning 1960. Ogmoderidius gardneri ingår i släktet Ogmoderidius och familjen långhorningar.
Artens utbredningsområde är Kenya. Inga underarter finns listade i Catalogue of Life.